# خاوران‌نامه
خاوران‌نامه از آثار ادبی‌است که به نظم فارسی در سال ۸۳۰ هجری قمری (برابر با ۱۴۲۶ میلادی) سروده شده است. سراینده آن ابن حسام خوسفی از اهالی قهستان خراسان بوده است. این منظومه حماسه‌ای دینی و مصنوع است که در بحر متقارب و به وزن شاهنامه فردوسی سروده شده است. موضوع خاوران‌نامه جنگ‌های علی بن ابی‌طالب در سرزمین خاوران به همراهی مالک اشتر، و نیز با قباد پادشاه شرق و تهماسب‌شاه است. این منظومه به گفته ابن حسام از یک کتاب عربی به نظم کشیده شده است. این منظومه با حمد خدا و نعت محمد پیامبر اسلام و دیگر امام‌های شیعه آغاز می‌شود. این منظومه را تازیان‌نامه نیز گفته‌اند.

## ویژگی‌ها
برخی مضامین خاوران نامه از اساطیر باستانی ایران گرفته شده‌اند. از جمله جنگ اژدها و امیرالمومنین که به جنگ رستم شباهت دارد. یکی از نگارگران این کتاب به احتمال زیاد فرهاد شیرازی بوده است. فرهاد هنرمندی گمنام در شیراز بود که در قرن نهم هجری شمسی می‌زیست. احتمال میرود که کتابت و نگارگری کتاب خاوران نامه حدود ده سال انجامیده است و هرچند اختلافاتی وجود دارد اما بیشتر محققان عقیده دارند که این کتاب در شهر شیراز به تصویر درآمده و سبک نقاشی مکتب شیراز دوم در دوره تیموری بر آن قالب است. 
شیوه مجلس آرایی و کشیدن درختان نواحی گرمسیری و تنوع بالای جانوران دریایی مانند نهنگ این احتمال را میدهد که نگارگران آن به دریا و سواحل گرمسیری دسترسی داشتند که شهر شیراز به دلیل نزدیکی  به دریا، این احتمال را بهتر اثبات میکند که محل تولید این کتاب همان شهر شیراز و یا شهرهای جنوبی و گرمسیری ایران بوده است.

## نمونه شعر
| چو بر نامه نام محمد بود       |  | به تایید سرمد موکّد بود      |
| چنین است امید که فرجام من     |  | به نام تو نامی بود نام من   |
| تو دانی که مدحت سرای تو ام    |  | ستاینده ی خاک پای تو ام     |
| بدین ثابتم گرچه حسان نی ام    |  | مسلمانم هرچند سلمان نی ام   |
| تو با من چه باشد که احسان کنی |  | به احسان مرا همچو حسان کنی  |
| نخوانی گناهان ابن حسام        |  | چو حسان مر او را دهی احترام |

نسخه pdf چاپ سنگی خاوران نامه ابن حسام خوسفی
نمونه شعر 
| نخستين بدين نامه دلگشاي  |  | سخن نقش بستم به نام خدای     |
| خداوند هوش و خداوند جان  |  | خداوند بخشنده مهربان         |
| یگانه خداوند بالا و پست  |  | گوا بوده بر هستی اش هرچه هست |
| سپهر و زمین و زمان آفرین |  | دل و دانش و عقل و جان آفرین  |
| خرد بخش اندیشهٔ تیزگام    |  | گشایندهٔ ذهن چابک خرام        |
| فروزندهٔ شمع گیتی فروز    |  | فروزندهٔ پردهٔ سبز روز         |
| نگارندهٔ خال مشکین به شام |  | برآرنده صبح از ایوان بام     |
| رصد بند طاق و رواق سپهر  |  | فروزندهٔ انجم و ماه و مهر     |